# Loudounita
La loudounita és un mineral de la classe dels silicats. Rep el nom del comtat de Loudoun, (Virgínia, Estats Units), on es troba la seva localitat tipus.

## Característiques
La loudounita és un silicat de fórmula química NaCa₅Zr₄Si16O40(OH)11·8H₂O. Va ser aprovada com a espècie vàlida per l'Associació Mineralògica Internacional l'any 1982, sent publicada per primera vegada el 1983. La seva duresa a l'escala de Mohs és 5. Segons la classificació de Nickel-Strunz, la loudounita pertany a «09.HF - Silicats sense classificar, amb Nb, Ta, Zr» juntament amb la mongolita.
L'exemplar que va servir per a determinar l'espècie, el que es coneix com a material tipus, es troba conservat al Museu Nacional d'Història Natural, l'Smithsonian, situat a Washington DC (Estats Units), amb el número de registre: nmnh 14939.

## Formació i jaciments
Va ser descoberta a la pedrera New Goose Creek, situada a la localitat de Leesburg, al comtat de Loudoun (Virgínia, Estats Units). També ha estat descrita a la pedrera Fairfax, a la localitat de Centreville, dins el comtat de Fairfax, també a Virgínia. Aquests dos indrets són els únics de tot el planeta on ha estat descrita aquesta espècie mineral.